# Kvarnsjön, Lissma
Kvarnsjön är en långsmal sjö vid Lissma i Huddinge kommun i Södermanland som ingår i Tyresåns huvudavrinningsområde. Sjön är 1,7 meter djup, har en yta på 0,145 kvadratkilometer och befinner sig 51,4 meter över havet. Kvarnsjön ligger i Kvarnsjön Natura 2000-område. Vid provfiske har abborre och gädda fångats i sjön.

## Allmänt
Sjöns utlopp går till Lissmasjön och nyttjades förr som energikälla till Lissma kvarn (kallat Kvarntorpet eller Täppan).  Efter kvarnen återstår låga väggar av tuktade gråstensblock på ömse sidor om bäckfåran. Över dessa går en gammal körbro av trä (RAÄ-nummer Huddinge 203:1). Sjön ingår i Tyresåns sjösystem och ligger inom Lännaskogens naturreservat. Kvarnen har get namn åt Lissma Kvarntorp ett bostadsområde som består av fritidshus och permanentboende. Det finns ytterligare en sjö i kommunen med namnet Kvarnsjön, se Kvarnsjön, Gladö.

## Delavrinningsområde
Kvarnsjön ingår i delavrinningsområde (656574-163019) som SMHI kallar för Utloppet av Kvarnsjön. Medelhöjden är 55 meter över havet och ytan är 1,21 kvadratkilometer. Det finns inga avrinningsområden uppströms utan avrinningsområdet är högsta punkten. Vattendraget som avvattnar avrinningsområdet har biflödesordning 3, vilket innebär att vattnet flödar genom totalt 3 vattendrag innan det når havet efter 17 kilometer. Avrinningsområdet består mestadels av skog (65 procent) och jordbruk (12 procent). Avrinningsområdet har 0,32 kvadratkilometer vattenytor vilket ger det en sjöprocent på 1,7 procent. Bebyggelsen i området täcker en yta av 2,28 kvadratkilometer eller 12 procent av avrinningsområdet.

## Bilder

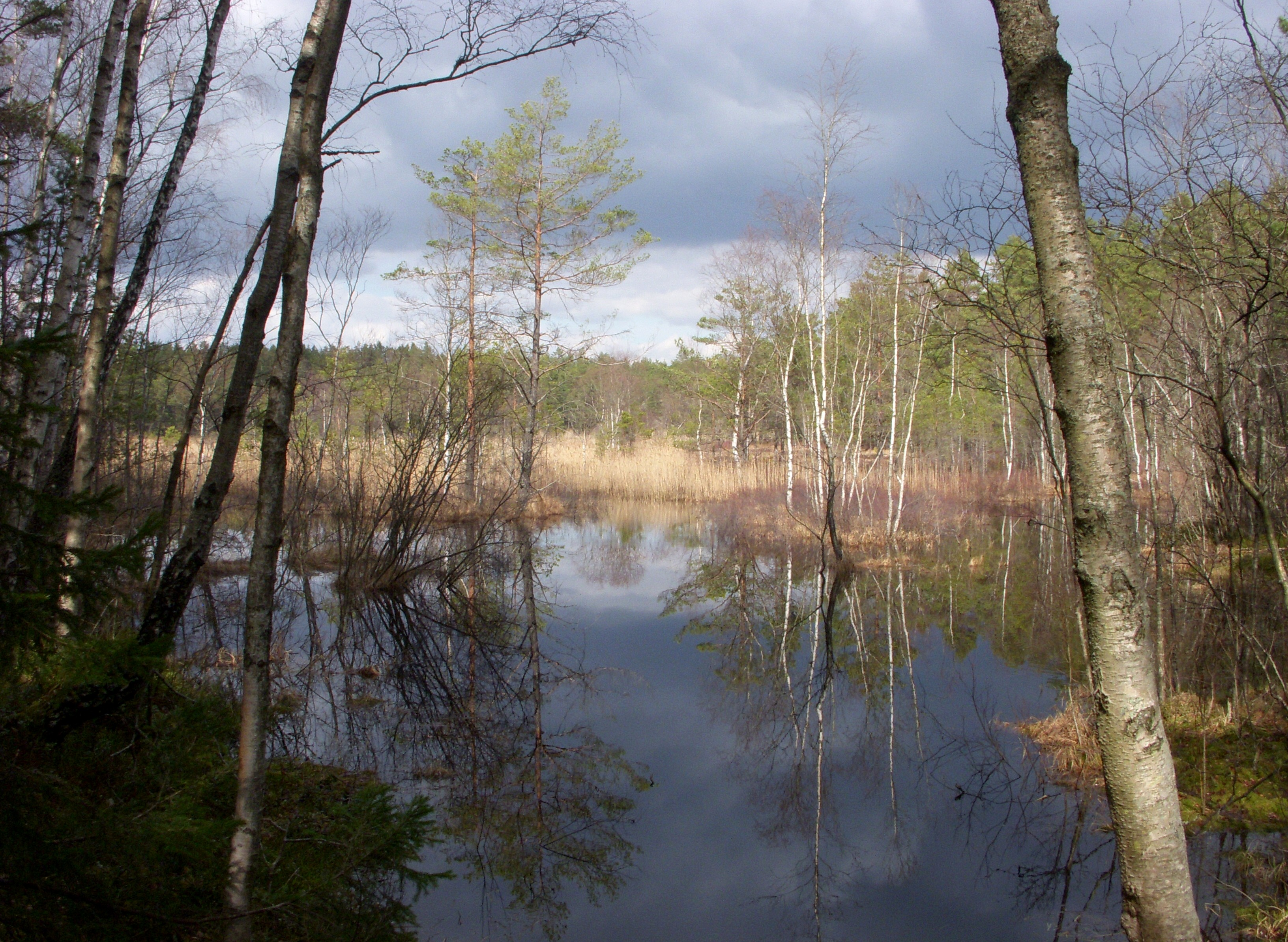
Kvarnsjöns södra del.
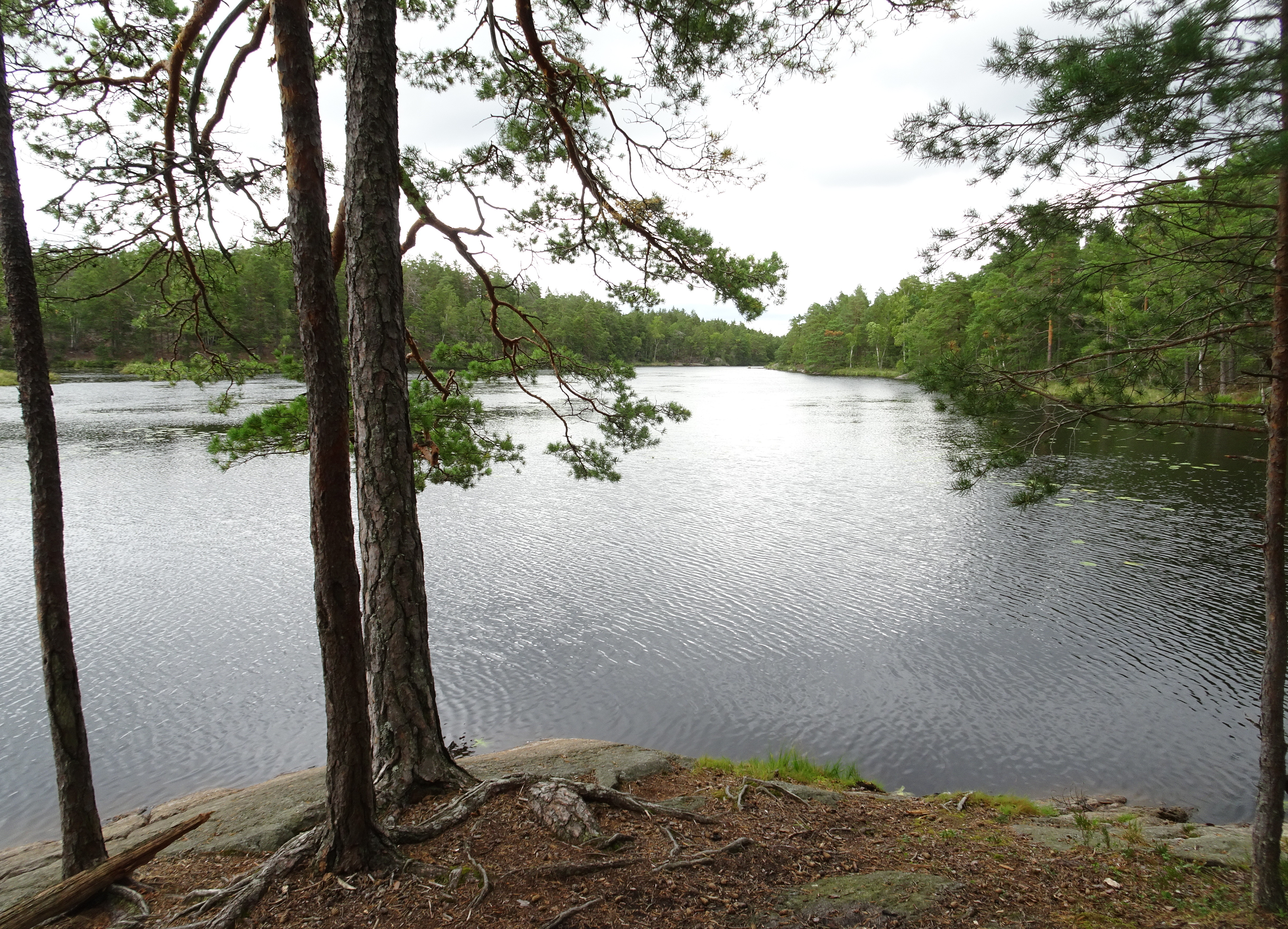
Kvarnsjön, vy mot norr.
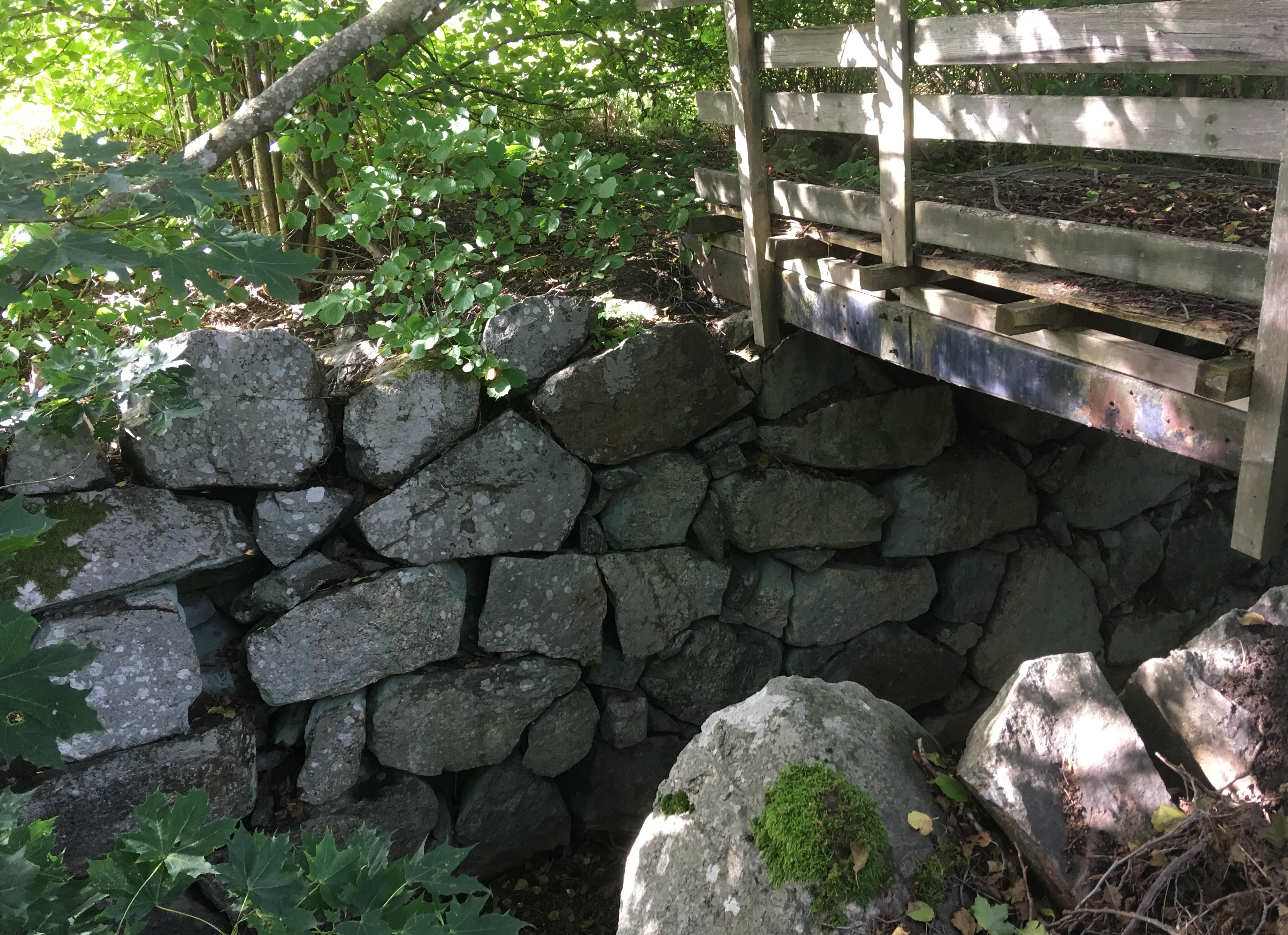
Lämningar efter Lissma kvarn.